# 矢代和夫
矢代 和夫（やしろ かずお、1927年(昭和2年) - ）は、国文学者。中世文学専攻。
東京生まれ。早稲田大学文学部国文科卒、同大学院修士課程修了。旧・東京都立大学助教授、教授、1993年定年退官。

## 著書
- 『親子で楽しむ歴史と古典 弓の名人為朝』柳沢秀紀絵 勉誠社、1996

## 共編著
- 『将門伝説 民衆の心に生きる英雄』梶原正昭共著 新読書社、1966
- 『軍記文学』梶原正昭、加美宏共編 桜楓社、1974
- 『日本騒動事典』今川徳三、松本寧至、志村有弘共編著 叢文社、1989

### 校注・訳
- 『日本不思議物語集成 6 能』編訳 現代思潮社、1974
- 『梅松論 源威集』加美宏共校注 現代思潮社 新撰日本古典文庫、1975
- 『叢書江戸文庫　前々太平記』校訂代表 国書刊行会、1988
- 『略縁起集』宮本瑞夫,志村有弘共編 宮本記念財団 資料文庫、1990
- 『日本合戦騒動叢書 赤松物語・嘉吉記』勉誠社、1994
- 『室町軍記赤松盛衰記 研究と資料』萩原康正、松林靖明、鈴木孝庸共編 国書刊行会、1995
- 『日本合戦騒動叢書 真田三代記』勉誠社、1996
- 『日本合戦騒動叢書 北条五代記』大津雄一共著 勉誠出版、1999
- 『新編日本古典文学全集 将門記 陸奥話記 保元物語 平治物語』柳瀬喜代志、松林靖明、犬井善壽、信太周共校注・訳 小学館、2002

## 参考
- 矢代和夫教授記念号 人文学報 1993-03
- [ISBN 978-4-09-658041-7]